# An Orchestrated Rise to Fall
 (février 2017).
Si vous disposez d'ouvrages ou d'articles de référence ou si vous connaissez des sites web de qualité traitant du thème abordé ici, merci de compléter l'article en donnant les références utiles à sa vérifiabilité et en les liant à la section « Notes et références ».
Albums de The Album Leaf
One Day I'll Be On Time
(2001)
An Orchestrated Rise to Fall est le premier album du groupe post-rock The Album Leaf, sorti en 1999 sous les labels The Music Fellowship (pour l'édition CD) et Linkwork (pour le vinyle).

## Liste des titres
| 1.    | Wander             | 5:53  |
| 2.    | An Interview       | 2:33  |
| 3.    | Lounge Act         | 0:37  |
| 4.    | September Song     | 2:44  |
| 5.    | We Once Were (One) | 4:29  |
| 6.    | This River Deep    | 2:29  |
| 7.    | Airplane           | 4:53  |
| 8.    | A Short Story      | 19:38 |
| 9.    | We Once Were (Two) | 4:38  |
| 10.   | Lounge Act (Two)   | 3:14  |
| 51:08 |                    |       |